# Acél Anna
Acél Anna (Budapest, 1954. december 14. –) Kazinczy-díjas magyar rádióbemondó, televíziós műsorvezető, újságíró, tanár.

## Életpályája
Középiskolai tanulmányait a Radnóti Miklós Gimnáziumban végezte.

„A magyar nyelv szeretetével és tiszteletével még gimnazista koromban „fertőzött meg” magyartanárom, a költőfeleség Jobbágy Károlyné Kati néni, a Radnóti Miklós Gimnáziumban. A bölcsészkaron is leginkább a nyelvészet érdekelt. A szép magyar beszéd nemcsak szívügyem, de mániám is. Nem tudok és nem is akarok lemondani róla… Engem Wacha Imre tanított, ő volt az alaptanárom, én meg a kísérleti nyúl, amikor 19 évesen a Rádióba kerültem. Nála tanultam meg azokat az alapvető dolgokat, hogyan kell egy szöveget tagolni, súlyozni. Erőss Anna volt a mentorom, aki mellett évekig ültem, és tanultam a szakmát. Később két olyan nagy rendező oktatott, mint Cserés Miklós és Török Tamás. Nekik köszönhetem, hogy megnyílt a fülem a nyelv bizonyos jelenségei iránt.”

Színészi pályára készült, de nem jutott be a Színház- és Filmművészeti Főiskolára. Érettségi után a Magyar Rádióhoz vették fel bemondógyakornoknak.

„Színésznőnek készültem, de kiestem a felvételi második rostáján. Így járt a régi barátnőm, Török Annamária is, nem sokkal később ő szólt, hogy bemondókat keresnek a Rádióba. Mindkettőnket felvettek… Huszonhárom évig a Rádióban dolgoztam, de ebből négy évet tévéztem is. Aztán választanom kellett, mert a két munkakört egyre nehezebb volt összeegyeztetni. A tévére voksoltam. Eleinte a Naptévében műsort vezettem, majd a híradó egyik műsorvezetője lettem.”

1974-től 1998-ig a Magyar Rádióban dolgozott, 1976-tól bemondói státuszban. Az Eötvös Loránd Tudományegyetem Bölcsészettudományi Kar magyar-népművelés szakon diplomázott 1982-ben. 1995-ben a Rádió bemondóinak titkos szavazása alapján az év női bemondója nívódíjat kapta meg Zahorán Adrienne-nel együtt. 1994 és 2015 között a Magyar Televízióban dolgozott műsorvezetőként. Tagja volt a népszerű beszédtanár: Montágh Imre, nevét viselő Montágh Testületnek, amely megszűrte a közmédiában megszólaló hírolvasókat, műsorvezetőket, narrátorokat és riportereket, akik a szigorú pontrendszer és szakmai szempontok alapján, alkalmasságukkal és felkészültségükkel a magas minőségi követelményeknek eleget téve kaphattak képernyő- és/vagy mikrofonengedélyt. Erről mesélte 2012-ben:

„Helyet kapott a bizottságban nyelvész, bemondó, operatőr, rendező, stylist… A hatszáz „beszélő” munkatárs meghallgatása után a következő megállapításokra jutottunk: ritka az egészséges, telt, hajlékony hang, feltűnően sok a kiforratlan orgánum. A korábban kizáró oknak számító fej- vagy orrhang elfogadottá vált. Rengeteg a hangzóejtési és ritmusbeli probléma. A raccsolás ritka, de a sisegés és pöszeség mindennapos. A beszélők többsége rövidíti a hosszú hangokat, a gyorsuló tempó miatt gyakoriak a hangzó-, sőt a szótagkiesések is. A miniszterelnök helyett jön a „miszternök”, a szakszervezeti vezető helyett a „szakszerveető”. ”

Tanított több újságíróiskolában: a Komlósi Oktatási Stúdióban, a Budapesti Kommunikációs Főiskolán és Barra Mária kommunikációs iskolájában is.
Első férjétől Pintér Sándor rádióbemondótól elvált, közös lányuk: Anna. Második férje: Szilágyi Andor író, filmrendező, forgatókönyvíró.

## Díjai, elismerései
- Magyar Rádió nívódíj (1995)
- TV Medve-díj (2002)
- Kazinczy-díj (2007)